# Bataille de Lochmaben Fair
 (juin 2017).
La bataille de Lochmaben Fair oppose les partisans du roi d'Écosse Jacques III et des rebelles conduits par le duc d'Albany et le comte de Douglas.

## Contexte
L'impopulaire Jacques III est emprisonné au château d'Édimbourg par les nobles mécontents en juillet 1482 alors que les Anglais s'emparent de Berwick. Son favori Robert Cochrane est exécuté et son frère Alexandre Stuart, duc d'Albany, avec lequel il est en conflit depuis 1479, prend les rênes du gouvernement. Avec l'aide de fidèles, Jacques reprend le pouvoir en janvier 1483 ; Albany s'enfuit à la cour d'Édouard IV en Angleterre. Il y rencontre James Douglas, 9e comte de Douglas, en rébellion contre le pouvoir royal depuis 1452 et exilé en Angleterre depuis sa défaite à la bataille d'Arkinholm en 1455.

## L'invasion de l'Écosse
Le nouveau roi d'Angleterre Richard III prévoit initialement d'envahir l'Écosse mais il décide de concentrer sa politique étrangère à l'élimination de la menace posée par le prétendant au trône Henri Tudor. Il ne donne que sa permission à Albany et Douglas pour envahir l'Écosse à l'été 1484.
À la tête de 500 cavaliers, Albany et Douglas entrent en Écosse le 22 juillet 1484 pendant la foire annuelle. Bien qu'ils aient espéré que la population et les autres nobles se rebellent contre Jacques III, ils rencontrent une résistance inattendue à Lochmaben. Douglas est capturé par les hommes du roi tandis qu'Albany s'enfuit en France.

### Sources primaires
- The Auchinleck Chronicle, ed. Thomas Thomson, 1829.
- Calendar of Documents Relating to Scotland, 1357-1509, ed. J. Bain, 1888.
- Edward Hall, Chronicle of England, 1809.
- John Hardyng, Chronicles, 1812.
- Raphael Higden, Polychronicon, 1527.
- The Paston Letters, 1422-1509, ed. J. Gardiner, 1872-5.

### Sources secondaires
- Borland, R., Border Raids and Reivers, 1910.
- Dunlop, A. I. The Life and Times of James Kennedy, 1950.
- Fraser, W., The Douglas Book, 1885.
- Gairdner, J., Richard the Third, 1898.
- Ramsay, J. H. Lancaster and York, 1892.
- Ridpath, J., The Border History of England and Scotland, 1810.